# Ванеса Бобимбо
Ванеса Бобимбо (фр. Vanessa Bobimbo; 8. децембар 1999) конгоанска је пливачица и олимпијка чија ужа специјалност су спринтерске трке слободним стилом. 

## Спортска каријера
Ванеса је дебитовала на великим међународним такмичењима на светском првенству у Фукуоки 2023. где је заузела 100. место у трци на 50 слободно. Иако је била пријављена и за наступ на наредном светском првенству у Дохи 2024, није се појавила на старту своје трке на  50 слободно.
Захваљујући специјалној позивници учествовала је и на Олимпијским играма у Паризу исте године.   
У Паризу је пливала у квалификацијама трке на 50 метара слободним стилом. Наступила је у првој квалификационој групи где је пливала у стази 3, и са временом од 33,01 секунди заузела је прво место у својој квалификационој групи, односно укупно 73. место у конкуренцији 79 такмичарки. Уједно је то било и њено најбрже икада испливано време у тој дисциплини.